# Махмут Демір
Махмут Демір (тур. Mahmut Demir; нар. 21 січня 1970, Сулуова, провінція Амасья) — турецький борець вільного стилю, чемпіон світу, триразовий чемпіон, дворазовий срібний та дворазовий бронзовий призер чемпіонатів Європи, дворазовий бронзовий призер Кубків світу, чемпіон Олімпійських ігор.

## Життєпис
Боротьбою почав займатися з 1984 року. Був бронзовим призером чемпіонату Європи 1987 року серед юніорів. У 1989 став віце-чемпіоном світу серед молоді, а у 1990 — став чемпіоном молодіжної першості Європи.
Виступав за борцівський клуб «TEDAS» Анкара. Тренер — Якуп Топуз.

## Спортивні результати на міжнародних змаганнях

### Виступи на Олімпіадах
| Змагання                    | Збірна    | Вагова категорія           | Місце  |
| --------------------------- | --------- | -------------------------- | ------ |
| Літні Олімпійські ігри 1992 | Туреччина | вільна боротьба, до 130 кг | 4      |
| Літні Олімпійські ігри 1996 | Туреччина | вільна боротьба, до 130 кг | Золото |

### Виступи на Чемпіонатах світу
| Змагання                        | Збірна    | Вагова категорія           | Місце  |
| ------------------------------- | --------- | -------------------------- | ------ |
| Чемпіонат світу з боротьби 1989 | Туреччина | вільна боротьба, до 100 кг | 5      |
| Чемпіонат світу з боротьби 1990 | Туреччина | вільна боротьба, до 100 кг | 7      |
| Чемпіонат світу з боротьби 1991 | Туреччина | вільна боротьба, до 130 кг | 5      |
| Чемпіонат світу з боротьби 1994 | Туреччина | вільна боротьба, до 130 кг | Золото |
| Чемпіонат світу з боротьби 1995 | Туреччина | вільна боротьба, до 130 кг | 5      |

### Виступи на Чемпіонатах Європи
| Змагання                         | Збірна    | Вагова категорія           | Місце  |
| -------------------------------- | --------- | -------------------------- | ------ |
| Чемпіонат Європи з боротьби 1990 | Туреччина | вільна боротьба, до 100 кг | Бронза |
| Чемпіонат Європи з боротьби 1991 | Туреччина | вільна боротьба, до 130 кг | Бронза |
| Чемпіонат Європи з боротьби 1992 | Туреччина | вільна боротьба, до 130 кг | Срібло |
| Чемпіонат Європи з боротьби 1993 | Туреччина | вільна боротьба, до 130 кг | Золото |
| Чемпіонат Європи з боротьби 1994 | Туреччина | вільна боротьба, до 130 кг | Срібло |
| Чемпіонат Європи з боротьби 1995 | Туреччина | вільна боротьба, до 130 кг | Золото |
| Чемпіонат Європи з боротьби 1996 | Туреччина | вільна боротьба, до 130 кг | Золото |

### Виступи на Кубках світу
| Змагання                    | Збірна    | Вагова категорія           | Місце  |
| --------------------------- | --------- | -------------------------- | ------ |
| Кубок світу з боротьби 1990 | Туреччина | вільна боротьба, до 100 кг | Бронза |
| Кубок світу з боротьби 1992 | Туреччина | вільна боротьба, до 130 кг | 4      |
| Кубок світу з боротьби 1995 | Туреччина | вільна боротьба, до 130 кг | Бронза |

### Виступи на інших змаганнях
| Змагання                           | Збірна    | Вагова категорія           | Місце  |
| ---------------------------------- | --------- | -------------------------- | ------ |
| Середземноморські ігри 1991        | Туреччина | вільна боротьба, до 130 кг | Золото |
| Гран-прі Німеччини з боротьби 1994 | Туреччина | вільна боротьба, до 130 кг | 6      |
| Гран-прі Німеччини з боротьби 1996 | Туреччина | вільна боротьба, до 130 кг | 7      |

### Виступи на змаганнях молодших вікових груп
| Змагання                                           | Збірна    | Вагова категорія           | Місце  |
| -------------------------------------------------- | --------- | -------------------------- | ------ |
| Чемпіонат світу з боротьби серед юніорів 1986      | Туреччина | вільна боротьба, до 130 кг | 6      |
| Чемпіонат Європи з боротьби серед юніорів 1987     | Туреччина | вільна боротьба, до 115 кг | Бронза |
| Чемпіонат Європи з боротьби серед молоді 1986      | Туреччина | вільна боротьба, до 100 кг | 4      |
| Чемпіонат Європи з боротьби серед молоді 1988      | Туреччина | вільна боротьба, до 130 кг | 5      |
| Чемпіонат світу з боротьби серед молоді 1989       | Туреччина | вільна боротьба, до 100 кг | Срібло |
| Чемпіонат Європи з боротьби серед молоді 1990      | Туреччина | вільна боротьба, до 100 кг | Золото |
| Балканський чемпіонат з боротьби серед молоді 1990 | Туреччина | вільна боротьба, до 100 кг | Золото |